# Бизон (Изер)
Бизонн (фр. Bizonnes) — коммуна во Франции, находится в регионе Рона — Альпы. Департамент коммуны — Изер. Входит в состав кантона Гран-Лем. Округ коммуны — Ла-Тур-дю-Пен.
Код INSEE коммуны — 38046. Население коммуны на 1999 год составляло 629 человек. Населённый пункт находится на высоте от 529 до 642 метров над уровнем моря. Муниципалитет расположен на расстоянии около 450 км юго-восточнее Парижа, 55 км юго-восточнее Лиона, 45 км северо-западнее Гренобля. Мэр коммуны — Joseph Charvet, мандат действует на протяжении 2008—2014 гг.
Динамика населения (INSEE):